# ジェームズ・デントン
ジェームズ・トーマス・デントン・ジュニア（James Thomas Denton, Jr., 1963年1月20日 - ）は、アメリカ合衆国の俳優。テレビドラマ『デスパレートな妻たち』のマイク・デルフィーノ役で知られている。

## 経歴
テネシー州ナッシュビル生まれで、同州グッドレッツヴィルで育った。同名の父J・T・デントンは歯科医で、軍隊勤務経験を持つ。デントンはテネシー大学に入学し、ジャーナリズム学を専攻して広告学の学位を取得した。また、同大学在籍中にはシグマ・アルファ・イプシロン友愛会に所属していた。大学卒業後には2つのラジオ放送局の宣伝を担当していたが、23歳のときにナッシュヴィルのコミュニティ・センターで演技を始めた。その後カリフォルニア州へ移り、本格的に俳優業に専念した。
デントンは『アリー my Love』、『ザ・ホワイトハウス』、『犯罪捜査官ネイビーファイル』など様々なテレビドラマに出演し、『ザ・プリテンダー 孤島の謎』や『スレット・マトリックス』では共演俳優の一人に起用された。さらに2004年に始まった『デスパレートな妻たち』では、主人公の一人スーザンと恋に落ちる配管工マイク・デルフィーノ役で一躍有名になった。
デントンは、2009年にカントリー歌手フィル・ヴァッサーの「Bobbi with an I」のプロモーション・ビデオに出演した。また、ヒュー・ローリーやテリー・ハッチャーと一緒にチャリティ・バンドを結成している。
私生活では、1997年に女優のジェナ・リン・ウォードと結婚したが、2000年に別れた。2002年にエリン・オブライエンと再婚し、2003年に長男を、2005年に長女をもうけた。
デントンは野球好きで、ボルチモア・オリオールズのファンである。また、カリフォルニア州フラートンを本拠とし、マイナーリーグのゴールデンベースボールリーグに所属するオレンジカウンティ・フライヤーズの経営にも関わっている。